# 마인강

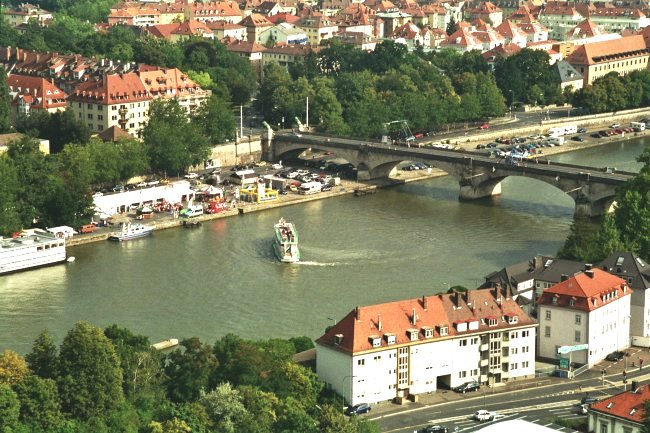

마인강(독일어: Main)은 화이트 마인(574 킬로미터)을 포함하여 524 킬로미터 길이의 독일의 강이며 라인강의 가장 중요한 지류 가운데 하나이다. 독일의 주인 바이에른주, 바덴뷔르템베르크주, 헤센주를 거치며 흐른다.